# Copa SheBelieves 2022
La Copa SheBelieves 2022 fue la séptima edición de la Copa SheBelieves, un torneo de fútbol femenino celebrado en los Estados Unidos, organizado por la United States Soccer Federation y al que se accede por invitación. Se llevó a cabo del 17 al 23 de febrero.
Estados Unidos logró defender el título, ganando su tercera copa consecutiva.

## Equipos
| Equipo          | FIFA Rankings (diciembre de 2021) |
| --------------- | --------------------------------- |
| Estados Unidos  | 1                                 |
| Islandia        | 16                                |
| Nueva Zelanda   | 22                                |
| República Checa | 24                                |

## Organización

### Sedes
| Carson                     | Frisco            |
| -------------------------- | ----------------- |
| Dignity Health Sports Park | Estadio Toyota    |
| Capacidad: 27.000          | Capacidad: 20.500 |
|                            |                   |
| Carson Frisco              |                   |

### Formato
Los cuatro equipos participantes jugarán un todos contra todos. Los puntos obtenidos en la fase de grupos seguirán la fórmula estándar de tres puntos para una victoria, un punto para un empate y cero puntos para una derrota.

## Resultados
| Pos.              | Equipo                | Pts. | PJ | G | E | P | GF | GC | Dif. |
| ----------------- | --------------------- | ---- | -- | - | - | - | -- | -- | ---- |
| Medalla de oro    | Estados Unidos (H, C) | 7    | 3  | 2 | 1 | 0 | 10 | 0  | +10  |
| Medalla de plata  | Islandia              | 6    | 3  | 2 | 0 | 1 | 3  | 6  | −3   |
| Medalla de bronce | República Checa       | 2    | 3  | 0 | 2 | 1 | 1  | 2  | −1   |
| 4                 | Nueva Zelanda         | 1    | 3  | 0 | 1 | 2 | 0  | 6  | −6   |

 Fuente: USSoccer

### Partidos
| 17 de febrero de 2022, 17:00 PT | Islandia            | 1–0     | Nueva Zelanda | Dignity Health Sports Park, Carson, California         |                                                        |
|                                 | - Brynjarsdóttir 1' | Reporte |               | Asistencia: 2.078 espectadores Árbitra: Katja Koroleva | Asistencia: 2.078 espectadores Árbitra: Katja Koroleva |

| 17 de febrero de 2022, 20:00 PT | Estados Unidos | 0–0     | República Checa | Dignity Health Sports Park, Carson, California          |                                                         |
|                                 |                | Reporte |                 | Asistencia: 7.333 espectadores Árbitra: Laura Fortunato | Asistencia: 7.333 espectadores Árbitra: Laura Fortunato |

| 20 de febrero de 2022, 12:00 PT | Estados Unidos                                                    | 5–0     | Nueva Zelanda | Dignity Health Sports Park, Carson, California          |                                                         |
|                                 | - Moore 5' (a.g.), 6' (a.g.), 36' (a.g.) - Hatch 51' - Pugh 90+3' | Reporte |               | Asistencia: 16.587 espectadores Árbitra: María Carvajal | Asistencia: 16.587 espectadores Árbitra: María Carvajal |

| 20 de febrero de 2022, 15:00 PT | República Checa | 1–2     | Islandia                       | Dignity Health Sports Park, Carson, California        |                                                       |
|                                 | - Khýrová 85'   | Reporte | - Anasi 11' - Magnúsdóttir 18' | Asistencia: 3.577 espectadores Árbitra: Natalie Simon | Asistencia: 3.577 espectadores Árbitra: Natalie Simon |

| 23 de febrero de 2022, 17:00 CT | Nueva Zelanda | 0–0     | República Checa | Estadio Toyota, Frisco, Texas                           |                                                         |
|                                 |               | Reporte |                 | Asistencia: 1.359 espectadores Árbitra: Danielle Chesky | Asistencia: 1.359 espectadores Árbitra: Danielle Chesky |

| 23 de febrero de 2022, 20:00 CT | Estados Unidos                                    | 5–0     | Islandia | Estadio Toyota, Frisco, Texas                               |                                                             |
|                                 | - Macario 37', 45' - Pugh 60', 75' - K. Mewis 88' | Reporte |          | Asistencia: 7.444 espectadores Árbitra: Edina Alves Batista | Asistencia: 7.444 espectadores Árbitra: Edina Alves Batista |

|                                   |
| Bandera de Estados Unidos         |
| Campeón Estados Unidos 5.º título |

## Goleadoras
3 goles
- Mallory Pugh

2 goles
- Catarina Macario

1 gol
- Michaela Khýrová
- Natasha Anasi
- Dagný Brynjarsdóttir
- Selma Sól Magnúsdóttir
- Ashley Hatch
- Kristie Mewis

3 goles en contra
- Meikayla Moore